# スクーカル郡 (ペンシルベニア州)
スクールキル郡（英: Schuylkill County）は、アメリカ合衆国ペンシルベニア州の東部に位置する郡である。人口は14万3049人（2020年）。郡庁所在地はポッツビルで、郡内で人口最大の都市である。郡内からスクールキル川が発し、また無煙炭の炭田中心にある。1811年3月1日にバークス郡、ノーサンプトン郡、ノーサンバーランド郡のそれぞれ一部を合わせて設立された。郡名はスクールキル川から採られた。
スクーカル郡はポッツビル小都市圏を構成している。

## 歴史
19世紀初期、郡南部はパイングローブからユニオン運河が出て西と繋いでおり、南にはポートカーボンからスクールキル運河が出ていた。タマクアとコールデール地域でリーハイ・コール・アンド・ナビゲーションが採炭した石炭は、隣接するカーボン郡のジムソープからリーハイ運河を下って出荷されることが多かった。北のブロード山が航行の自然の障害になっていた。マハノイ・バレーの豊かな流域から石炭を運び出す別の手段が求められた。スクールキル運河の上限の北で多くの鉄道が運行を始めた。
1830年代から1840年代、郡内の多くの地域で短い鉄道が次々と出現した。特に重要だったのはマインヒルとスクーカルヘイブンであり、スクールキル運河を使った。1831年、川沿いのスクールキルヘイブンの「フラット」から、クレソナとマイナーズビルを通ってトレモントに至る路線が認可され敷設された。この路線はゴードンプレーンズを経てアシュランドとロカストギャップまで延ばされた。
リトルスクールキル鉄道は1829年に建設が始まり、ポートクリントンから北にタマクアの北マハノイ・ジャンクションまで運行された。これがフィラデルフィアとレディング鉄道の重要部となり、その東と西に延ばされた支線の中心として機能した。これに4つの重要な路線が接続された。延長146マイル (235 km) のカタウィサ鉄道はマハノイ・ジャンクションからウェストミリオンまで運行し、リトル・スクールキル川北端とニューヨーク市やスクラントン市を繋ぐことで、マハノイ地域への導線となった。ポートクリントンでは、マウントカーボンからレディング鉄道の本線に繋がれた。最も重要な接続は、マハノイ・トンネルや東マハノイ鉄道を介して、マハノイやブロードマウンテン鉄道と繋いだことだった。
かつては郡内に1,000マイル (1600 km) 以上の鉄道が走っていた。

## 地理
アメリカ合衆国国勢調査局に拠れば、郡域全面積は783平方マイル (2,027 km2)であり、このうち陸地778平方マイル (2,016 km2)、水域は4平方マイル (11 km2)で水域率は0.54%である。
スクールキル川の水源が郡内にあり、アパラチア山脈に始まり、多くの町やレディング市を通ってフィラデルフィア市まで流れ、デラウェア川に注いでいる。スクールキル川が郡の大半地域の排水河川になっているが、西部と北部にはサスケハナ川に注ぐ地域がある。スワタラ・クリーク、ウィコニスコ・クリーク、マハンタンゴ・クリーク、マハノイ・クリーク、カタウィサクリークは全て郡内で始まり、サスケハナ川の支流である。郡東部はクアケイク・クリーク、ネスクホニング・クリーク、マホニング・クリーク、リザード・クリークを経てリーハイ川に注ぐ。これらも全て郡内に発している。郡南部にはブルーマウンテンとアパラチアン・トレイルがある。ブロード山は郡を北東から南西に横切っている。
スクールキル郡はペンシルベニア州の炭田地帯北東部にある。リーハイ・バレーやレディング都市圏の直ぐ北に位置している。郡の東部は直接ポコノ山地に接している。その結果、ポコノ地域と同様にニューヨーク市やニュージャージー州からマンハッタンに通勤する人々が流入してきた。通勤にはその距離と交通量のために毎日2時間半を要している。郡の西部はハリスバーグに近く、州の南中部にあると見なされることもある。

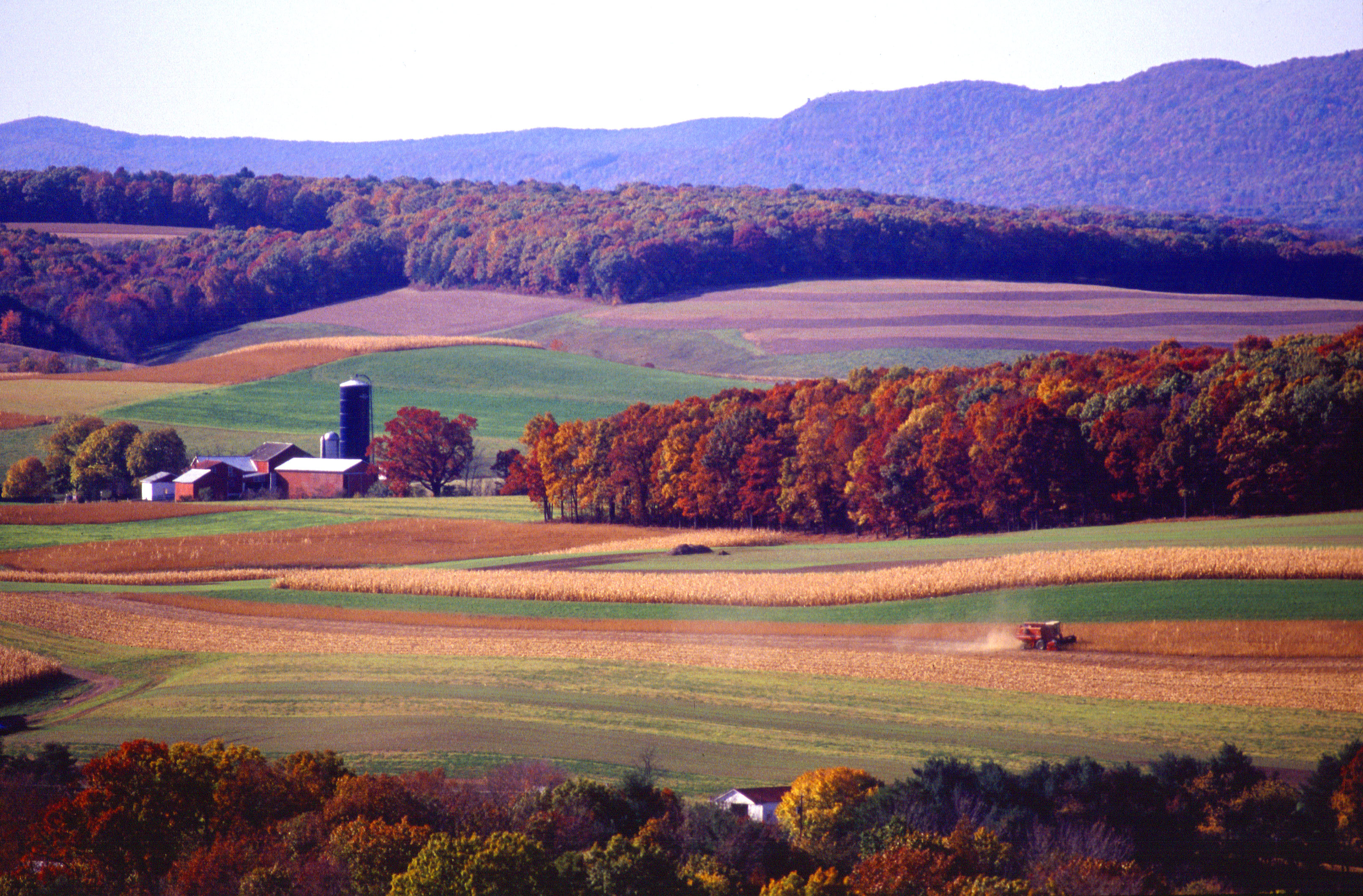
クリンガーズタウン近くの農園

### 隣接する郡
- ルザーン郡 - 北
- カーボン郡 - 北東
- リーハイ郡 - 南東
- バークス郡 - 南
- レバノン郡 - 南西
- ドーフィン郡 - 南西
- ノーサンバーランド郡 - 北西
- コロンビア郡 - 北西

## 人口動態
以下は2000年国勢調査による人口統計データである。
| 基礎データ - 人口: 150,336 人 - 世帯数: 60,530 世帯 - 家族数: 40,131 家族 - 人口密度: 75人/km2（193人/mi2） - 住居数: 67,806 軒 - 住居密度: 34軒/km2（87軒/mi2） 人種別人口構成 - 白人: 96.62% - アフリカン・アメリカン: 2.09% - ネイティブ・アメリカン: 0.08% - アジア人: 0.42% - 太平洋諸島系: 0.01% - その他の人種: 0.35% - 混血: 0.43% - ヒスパニック・ラテン系: 1.11% 先祖による構成 - ドイツ系：29.0% - アイルランド系：14.1% - ポーランド系：9.7% - イタリア系：7.5% - アメリカ人：5.6% - リトアニア系：5.1% 言語による構成 - 英語：95.7% - スペイン語：1.2% | 年齢別人口構成 - 18歳未満: 20.9% - 18-24歳: 7.2% - 25-44歳: 28.3% - 45-64歳: 23.8% - 65歳以上: 19.9% - 年齢の中央値: 41歳 - 性比（女性100人あたり男性の人口） - 総人口: 99.1 - 18歳以上: 97.2 世帯と家族（対世帯数） - 18歳未満の子供がいる: 26.8% - 結婚・同居している夫婦: 51.4% - 未婚・離婚・死別女性が世帯主: 10.2% - 非家族世帯: 33.7% - 単身世帯: 29.9% - 65歳以上の老人1人暮らし: 16.5% - 平均構成人数 - 世帯: 2.36人 - 家族: 2.93人 |

スクールキル郡は国内でもリトアニア系移民の多い所である。ニューフィラデルフィア、ウェストマハノイ、シェナンドー、ジラードビルは国内最高の集中度を示している。シェナンドー、マハノイシティ、マイナーズビル、タマクア、フラックビル、ジラードビル、ギルバートン、コールデールにはリトアニア・カトリックの教区がある。またスクーカル郡と北隣のルザーン郡にはチロル地方から移民してきた人々の子孫がいる。彼等はイタリア系の姓を持っているが、19世紀後半から20世紀初期に炭田地帯に移住してきたその先祖は母語としてドイツ語を話していた。ヘイゼルトンにあるチロレシ・アルピニという組織はチロル地方の文化尾を保存し普及している。アイルランド系とポーランド系の子孫も多い。郡南部と西部はペンシルベニア・ダッチが非常に多い。この地域はトレモント、スクールキルヘイブン、クレソナ、タワーシティ、バレービュー、ポートクリントン、ニューリングゴールド、ウェストペン、パイングローブのボロがあり、実際には炭田地帯ではなく、農業が重要な産業である。1980年代のバンド、ポイズンはマイナーズビルの出身である。

## 政治
2008年11月時点でスクーカル郡には94,110 人の登録有権者がいた。
- 共和党: 45,054 (47.87%)
- 民主党: 40,092 (42.60%)
- その他の政党: 8,964 (9.53%)

スクーカル郡は昔から共和党が優勢な郡だったが、2007年の選挙以降民主党が郡レベルに優勢になってきた。2008年アメリカ合衆国大統領選挙では、共和党のジョン・マケインが郡投票総数の53.6%を獲得し、対する民主党のバラク・オバマは44.9%に終わった。同時に行われた州役人の選挙では当選者が全て郡を制した。2006年のアメリカ合衆国下院議員選挙では、民主党員が共和党の強かった選挙区で当選した。また上院議員選挙では民主党のボブ・ケイシー・ジュニアが共和党現職のリック・サントラムを破った。2011年には共和党が郡政府を取り戻した。
スクールキル郡はアメリカ合衆国下院議員ペンシルベニア州第17選挙区に属し、2013年時点では民主党議員を選出している。
ペンシルベニア州議会上院では第29選挙区に属しており、下院では第123、第124および第125選挙区に属している。2013年時点で上院は共和党、下院は共和党2人、民主党1人を選出している。

## 都市と町

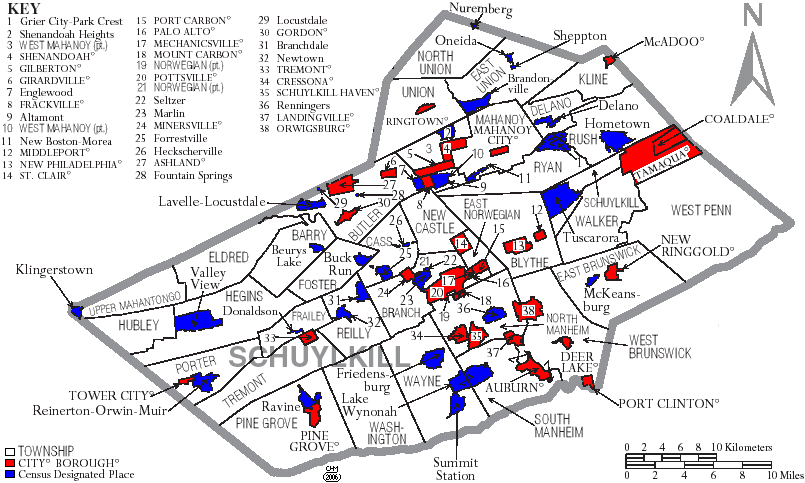
スクールキル郡の自治体、ボロは赤、タウンシップは白、国勢調査指定地域は青

ペンシルベニア州法の下では4種類の自治体がある。市、ボロ、タウンシップ、町である。

### 都市
| - ポッツビル - 郡庁所在地 |

### ボロ
| - アシュランド（小部分がコロンビア郡内） - オーバーン - コールデール - クレソナ - ディアレイク - フラックビル - ギルバートン - ジラードビル - ゴードン - ランディングビル | - マハノイシティ - マカドゥ - メカニクスビル - ミドルポート - マイナーズビル - マウントカーボン - ニューフィラデルフィア - ニューリングゴールド - オーウィッグスバーグ - パロアルト | - パイングローブ - ポートカーボン - ポートクリントン - リングタウン - スクールキルヘイブン - シェナンドー - セントクレア - タマクア - タワーシティ - トレモント |

### タウンシップ
| - バリー - ブライス - ブランチ - バトラー - カス - デラノ - イーストブランズウィック - イーストノーウェイジャン - イーストユニオン - エルドレッド - フォスター - フレイリー | - ヒギンス - ハブリー - クライン - マハノイ - ニューキャッスル - ノースマンハイム - ノースユニオン - ノーウェイジャン - パイングローブ - ポーター - ライリー - ラッシュ - ライアン | - スクーカル - サウスマンハイム - トレモント - ユニオン - アッパーマハントンゴ - ウォーカー - ワシントン - ウェイン - ウェストブランズウィック - ウェストマハノイ - ウェストペン |

### 国勢調査指定地域
国勢調査指定地域はアメリカ合衆国国勢調査局が人口統計データを取るために設定した地域である。州法の下では実際の司法権が及ぶ範囲ではない。村などその他の未編入領域も下記に挙げる。
| - アルタモント - ビューリーズレイク - ブランチデール - ブランドンビル - バックラン - カンボラ - デラノ - ドナルドソン - イングルウッド | - フォレストビル - ファウンテンスプリングス - フリーデンズバーグ - グライアシティ - ヘックシャービル - ヒギンス - ホームタウン - キレイアーズ - クリンガーズタウン - レイクワイノナ | - ラベル - ロカストデール - マーリン - マッキーンズバーグ - ミューア - ニュータウン - ニューレンバーグ - オナイダ - オーウィン - パーククレスト | - レビン - リーナートン - レニンジャーズ - セルツァー - シェナンドーハイツ - シェップトン - サミットステーション - タスカローラ - バレービュー |

### 未編入の町
- アンドレアス（一部はカーボン郡内）
- ブロックトン
- コナートン
- ジンサーズ
- グッドスプリング
- ハドック
- レイクオート（一部はカーボン郡内）
- マンツビル
- マホニングバレー（一部はカーボン郡内）
- マリド
- モリノ
- オーウィン
- オウルクリーク
- シーク
- サウスタマクア
- スティルクリーク
- ウェイシャンプル

## 教育

### 高等教育機関
- ペンシルベニア州立大学スクールキル校（英語版）、スクールキルヘイブン
- マッカン経営工科学校（英語版）、ポッツビル
- リーハイ・カーボン・コミュニティ・カレッジ、モーガンセンター、タマクア

### 公共教育学区
- ブルーマウンテン教育学区

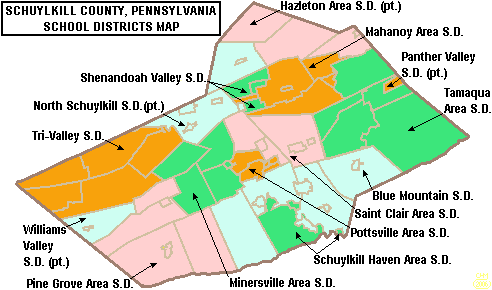
スクールキル郡教育学区の区分図

- ヘイゼルトン地域教育学区（一部はルザーン郡内）
- マハノイ地域教育学区
- マイナーズビル地域教育学区
- 北スクールキル教育学区（一部はコロンビア郡内）
- パンサーバレー教育学区（一部はカーボン郡内）
- パイングローブ地域教育学区
- ポッツビル地域教育学区
- セントクレア地域教育学区
- スクールキルヘイブン地域教育学区
- シェナンドーバレー教育学区
- タマクア地域教育学区
- トリ・バレー教育学区
- ウィリアムズバレー教育学区（一部はドーフィン郡内）

## 著名な出身者
- モハメド・アリ、ボクシング世界ヘビー級チャンピオン、トレーニングキャンプがディアレイクにあった
- ゲーリー・ベッカー（1930年- ）、経済学者、シカゴ大学教授、1992年にノーベル経済学賞を受賞、ポッツビル生まれ
- トミー・ドーシーとジミー・ドーシー、ジャズミュージシャン、シェナンドー生まれ
- モリー・マグワイアズ、アイルランド系坑夫の秘密結社、19世紀にペンシルベニアの鉱山会社と激しく対立した
- オリバー・ボスビーシェル、第4代アメリカ合衆国造幣局フィラデルフィア監督官